# 다카시마 슈야
다카시마 슈야(일본어: 高嶋 修也, 2000년 4월 24일~)는 일본의 축구 선수이다.

## 구단 경력
그는 2023년 J2리그의 도치기 SC에 입단했다. 2024년후 J3리그에 강등했다.